# Веронский манифест
Веронский манифест (итал. Manifesto di Verona) — обращение, содержащее основные положения политики итальянской Республиканской фашистской партии (созданной Муссолини после его отстранения в июле 1943 года от власти и последовавшего роспуска Национальной Фашистской партии), принятое 14 ноября 1943 года на Веронском конгрессе. Манифест можно назвать основным программным документом Итальянской социальной республики.
В преамбуле говорится о продолжении войны вместе с союзниками Германией и Японией до окончательной победы и быстрой реконструкции вооружённых сил.
Манифест был официально написан адвокатом Манлио Саргенти, будущим Начальником канцелярии Министерства корпоративной экономики, при участии Анджело Тарчи, будущего министра корпоративной экономики, Карло Альберто Биджини, будущего министра образования, и Франческо Галанти, но основной вклад в самые революционные части документа принадлежит одному из бывших лидеров итальянских коммунистов Николо Бомбаччи, с одобрения Бенито Муссолини.

## Пункты
Манифест включал в себя восемнадцать пунктов:

### По вопросам конституционного и внутреннего характера
1. Будет созвано Учредительное собрание, наделенное суверенной властью, исходящей от народа, которое объявит о низвержении Монархии, официально осудит последнего короля — предателя и беглеца, провозгласит Социальную Республику и назовет её Главу.
2. Учредительное собрание будет сформировано из представителей всех синдикатов и административных структур, включая представителей оккупированных провинций через Делегации эвакуированных и беженцев в свободные территории. В собрании также будут участвовать представители воинов, находящихся на фронтах, военнопленных через представительство вернувшихся на Родину, итальянцев, находящихся за границей, представители муниципалитетов, университетов и других структур и институтов, участие которых в Учредительном собрании придаст ему характер выразителя всех ценностей Нации.
3. Республиканская конституция должна обеспечить гражданину, солдату, трудящемуся, налогоплательщику — право контроля и ответственной критики действий учреждений государственной администрации.
Каждые пять лет гражданин сможет высказаться в отношении назначения Главы Республики.
Ни один гражданин, арестованный на месте преступления или задержанный в качестве предупредительной меры, не может находиться под арестом более семи дней без ордера судебных властей, для проведения обысков в домах также требуется ордер судебных властей.
В ходе исполнения своих функций судебная власть обладает полной независимостью.
4. Отрицательный опыт в отношении выборов, уже имевший место в Италии, и опыт частично отрицательный в отношении порядка назначений, являвшегося слишком жестким и иерархичным, требуют решения, касающегося обеих проблем. Наиболее подходящей представляется смешанная система (например, всенародное избрание представителей в Палату и назначение Министров Главой Республики и Правительства и, в рамках Партии, избрание федералов фаши, за исключением утверждения кандидатур и назначения Национальной Директории).
5. Организация, которой надлежит заниматься политическим воспитанием населения, является единой.
Партия, орден сражающихся и верующих, должна реализоваться как организм абсолютной политической чистоты, достойный быть хранителем революционной идеи.
Партийный билет не является обязательным условием для назначения на какую-либо должность.
6. Римская католическая апостолическая религия является общепринятой в Республике. Любой другой культ, не противоречащий законам, имеет право на существование.
7. Лица еврейской национальности являются иностранцами. В ходе продолжающейся войны они считаются врагами.

### По вопросам внешней политики
8. Конечной целью внешней политики Республики должно быть единство, независимость, территориальная целостность Родины в границах морей и Альпийских гор — в границах, обозначенных природой, пролитой кровью и историей, в границах, находящихся под угрозой из-за вторжения врага и обязательств сбежавшего в Лондон Правительства.
Другая существенная задача состоит в признании необходимости завоевания жизненного пространства, нужного для 45 миллионов жителей, живущих на территории, недостаточной, чтобы их прокормить.
Кроме того, внешняя политика будет способствовать построению Европейского сообщества — федерации всех Наций, придерживающейся следующих принципов:
-искоренения с нашего континента веками длящихся британских интриг;
-уничтожения капиталистической системы внутри и борьбы с плутократией во всем мире;
-освоения, на благо народов Европы и местного населения, природных ресурсов Африки, в атмосфере абсолютного уважения к народам Африки, в особенности мусульманским, которые уже, как, например, Египет, находятся на достаточной стадии общественного развития.

### По вопросам социальной политики
9. Основой существования Социальной Республики и её первостепенной ценностью является ручной, машинный, интеллектуальный труд во всех его проявлениях.
10. Частная собственность, результат труда и индивидуального накопления, есть неотъемлемая принадлежность человеческой личности и гарантируется Государством.
11. В области национальной экономики все, что по масштабу или роду деятельности, выходит за рамки частных интересов и переходит в сферу интереса коллективного, относится к сфере деятельности Государства.
Государственные предприятия и, обязательно, предприятия военной промышленности, должны перейти под управление Государства в форме предприятий с государственным участием.
12. На каждом предприятии (акционерном, частном, государственном, с государственным участием) представители рабочих и техников тесно взаимодействуют (через непосредственное участие в управлении) в сфере справедливого установления заработной платы, равного распределения производственных прибылей между резервным фондом, доходом с акционерного капитала и участием в распределении прибылей самих рабочих.
На отдельных предприятиях это может произойти путём расширения полномочий действующих фабричных комиссий. На других административные советы будут заменены советами по управлению, состоящими их рабочих, техников и представителя Государства. Возможно, взаимодействие будет осуществляться в форме кооператива с участием синдикальных организаций.
13. В сфере сельского хозяйства индивидуальная инициатива собственника будет иметь предел только тогда, когда сама сойдет на нет.
Изъятие необрабатываемых земель и плохо управляемых аграрных предприятий может привести к дележу земли между сельскохозяйственными рабочими, которые станут непосредственными землевладельцами, или к созданию кооперативных предприятий с участием Государства или синдикатов, в зависимости от реальных потребностей сельского хозяйства.
Это предусмотрено также и действующими законами, к претворению которых в жизнь Партия и синдикальные организации прикладывают необходимые усилия.
14. За непосредственными работниками сельского хозяйства, ремесленниками, представителями свободных профессий, работниками искусства полностью признается право ведения индивидуальной производственной деятельности для обеспечения семьи и для продажи с учетом обязанности сдавать Государству установленное законом количество продуктов и необходимости держать под контролем тарифы и цены.
15. Право иметь дом является не только правом собственности, но и правом на собственность. Партия предусматривает в своей программе создания Национального Фонда жилья для населения, который включая в себя уже существующий институт и максимально расширяя сферу его деятельности, будет заниматься предоставлением жилья в собственность семей трудящихся все категорий путём строительства новых домов и постепенного выкупа уже существующего жилья.
В будущем предполагается утвердить общий принцип, что, если за жилье, взятое в аренду, хотя бы один раз внесена сумма денег под определённые проценты, оно приобретает статус собственности.
В качестве первой задачи Фонд будет решать проблемы, связанные с разрушениями в результате военных действий и с изъятием и распределением не подлежащих использованию домов и временных строений.
16. Работник зачисляется властями в Синдикат определённой категории так, что это не должно быть препятствием для перехода в другой синдикат, когда у него есть для этого необходимые основания. Синдикаты принадлежат к единой Конфедерации, включающей рабочих, техников, специалистов, за исключением собственников, не являющихся руководящими работниками или
техниками. Она будет иметь название Единой Конфедерации труда, техники и искусств.
Работники государственных промышленных предприятий и общественных учреждений формируют Синдикаты по категориям таким же образом, как и все другие трудящиеся. Все важные социальные мероприятия, предпринятые Фашистским Режимом за двадцать лет, остаются в силе. Хартия труда по сути своей представляет собой основу, и по духу своему является отправной точкой для дальнейшего пути.
17. Первой неотложной задачей Партия считает приведение в соответствие заработной платы трудящихся путём уравнения общенациональных минимальных окладов и выдвижения проектов изменения зарплаты на местах, а также заработной платы средних и мелких служащих, работающих как на государственных, так и на частных предприятиях. Чтобы эта мера не оказалась недейственной и, в конечном итоге, приносящей вред всем, необходимо, чтобы через кооперативные магазины на
предприятиях, через расширение сферы деятельности социального обеспечения, закрытие магазинов, виновных в повышении цен, путём введения на них кооперативного или частичного государственного управления, достигался результат соответствия зарплаты установленным официально ценам.
Только так возможно достичь стабильности цен, денежной единицы и оздоровления рынка.
Что касается чёрного рынка, необходимо, чтобы спекулянты — наравне с предателями и пораженцами — относились к сфере компетенции чрезвычайных Трибуналов и подвергались смертной казни.
18. В этой преамбуле к Учредительному собранию, Партия показывает стремление не только приблизиться к народу, но и быть вместе с народом. В свою очередь, народ Италии должен понимать, что существует единственный способ защитить завоевания вчерашнего, сегодняшнего и завтрашнего дня — бороться с завоеванием нашей страны англо-американской плутократией, которая, по тысяче очевидных причин, хочет сделать ещё более рабской, убогой и ничтожной жизнь итальянцев.
Существует только один способ достичь всех социальных благ — бороться, работать, побеждать.